# Средецко
 Тази статия е за историко-географската област.  За общината вижте Средец (община).  
Средецко, наричано също Карабунарско и Грудовско, е историко-географска област в Югоизточна България, около град Средец.
Територията ѝ съвпада приблизително с някогашната Средецка околия, а днес включва почти цялата община Средец (без селата Дебелт от Бургаско, Зорница от Ямболско и Малина от Карнобатско), както и село Горска поляна в община Болярово. Разположена е в южния край на Бургаската низина и северната част на Странджа. Граничи с Карнобатско на север, Бургаско и Малкотърновско на изток, Лозенградско на юг и Елховско и Ямболско на запад.